# Jakarandasläktet
Jakarandasläktet (Jacaranda) är ett släkte i familjen katalpaväxter med cirka 50 arter. De är ganska vanliga i Paraguay, Uruguay, södra Kalifornien, Florida, Mexiko, Colombia, Saudiarabien, Argentina, Brasilien, Sydafrika, Botswana, Zimbabwe, Australien, Nya Zeeland, Israel, Italien, Portugal, Spanien (särskilt i Málaga) och Zambia. 
Släktet består av lövfällande träd. Bladen är upprepar parbladiga, med många småblad. Blommorna sitter vippor som är toppställda eller kommer fram i bladvecken. Själva blommorna är parktfulla, blå eller violetta. Fodret är femtandat. Kronan är tvåläppig med fem, nästan jämnstora, utbredda och rundade flikar. ståndarna är fyra flertila och en staminoid. Frukten är en tilltryckt, halvrund kapsel. Den öppnar sig i två delar vid mognaden och släpper ut de vingade fröna.